# オカバンゴ・デルタ

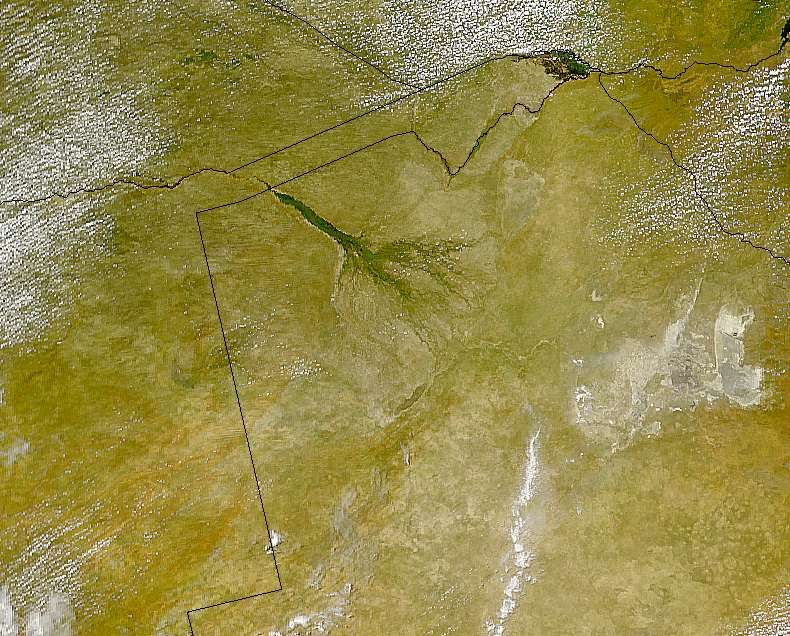
オカバンゴ・デルタの衛星写真

オカバンゴ・デルタ（仏: Delta de l’Okavango、英: Okavango Delta）は、南部アフリカにあるボツワナの北部、カラハリ砂漠の中にある内陸であるデルタ。オカバンゴ湿地、オカバンゴ湿原、オカバンゴ大沼沢地ともいう。面積は25000平方キロメートルに及び、世界最大の内陸デルタで、湿地帯としても世界最大級である。

## 地誌
オカバンゴデルタはアンゴラを源流とするオカヴァンゴ川がカラハリ砂漠の平坦な土地に流れ込んで作られたデルタである。オカヴァンゴ川はこのデルタで蒸発し消滅するが、雨季の最盛期には南のンガミ湖、サウ湖、マカディカディ塩湖に水が流れ込む。このデルタは、アフリカ大陸東部を南北に縦断する大地溝帯の延長部にあり、地溝の中に形成されている。地溝の窪みは、砂質の堆積物で埋められている。地溝の南東をタマラカネ断層、並行してクニェレ断層が、北西の入口回廊の最終端をグマレ断層と同じく北東・南西方向に走っている。これらの断層は活断層である。
オカバンゴデルタは季節によって面積が変わる。最も小さくなるのは真夏である1月である。だがこの時期、800キロメートル離れたアンゴラにあるオカヴァンゴ川の源流域では雨季となっており、膨大な量の降雨が川に流れ込んでいる。この水は4月にはデルタの入口であるパンハンドル地帯のカプリビ回廊にたどりつき、5月から8月までの4ヶ月かけて洪水を起こし、非常にゆっくりとデルタ全域に広がっていく。デルタは非常に平坦なため、250キロメートルのデルタに水が行き渡るのにそれだけの時間がかかる。この時期はボツワナで最も乾燥した冬の季節であり、生物にとって貴重な水場を提供している。
乾燥したカラハリ砂漠の中で、オカバンゴデルタは非常に広大なオアシスとなっており、様々な野生生物が生息している。アフリカゾウ、シロサイ、クロサイ、カバ、ライオン、リーチュエ、ナイルワニ、チーター、リカオン、アフリカスイギュウ、シマウマ、キリン、ローンアンテロープ、セーブルアンテロープといった大型の動物もこの地区にはまだ多数生き残っている。鳥類も6種のハゲタカ、ミナミジサイチョウ、ホオカザリヅル、ノドアカクロサギなど500種を超え、水生植物も繁茂して多彩な生態系を形成している。

## 自然保護と観光開発
この地区にはバイェイ人やツワナ人などが住んでいるが、冬季の洪水により居住は難しく、農地開発などは進まなかった。そのことが、貴重な自然を残すことにつながった。ツワナ語で水や雨を意味する「プラ」という言葉がボツワナの通貨単位となっていることからもわかるように、ボツワナで最も貴重な資源は水である。その水が手付かずで大量に存在するこの地域から灌漑用の水を引く計画が立てられたが、1991年に自然保護の観点から計画は中止された。
ボツワナ政府はオカバンゴデルタの保護に熱心に取り組んでいる。それはボツワナがダイヤモンドの産地として経済力を蓄え、自然保護に取り組む余裕があることもあるが、オカバンゴデルタ自体がボツワナの貴重な観光資源として世界中から観光客を呼び込んでいることも理由にある。
ボツワナ政府はエコツーリズムを推進し、この地域の乱開発や大規模な観光開発は行わなかったが、生態系を乱さない範囲での観光開発はむしろ推奨した。そのため、オカバンゴデルタの玄関口であるマウンには小さなホテルやバンガローが建ち、欧米を中心に富裕層の観光客が多く訪れ、オカバンゴデルタの観光はダイヤモンドに次ぐボツワナ政府の収入源となっている。
一方で、上流にあるアンゴラとナミビアで平和が到来して経済開発が進むにつれて、デルタの水源であるオカヴァンゴ川の水を巡る問題が浮上してきた。上流での農地開発による水質汚染が懸念されている。また、ナミビア政府がカプリビ回廊のオカヴァンゴ川に建設を計画している水力発電所によってデルタに流れ込む堆積物がなくなり、デルタの環境が悪化することも懸念されている。
1996年、オカバンゴ・デルタはラムサール条約に登録された。

## 世界遺産
2014年の第38回世界遺産委員会で世界遺産リストに加えられ、この登録をもって世界遺産の総数が1000件に達したことが発表された。ボツワナの世界遺産はツォディロに次いで2件目であり、初の世界自然遺産登録となった。

### 登録基準
この世界遺産は世界遺産登録基準のうち、以下の条件を満たし、登録された（以下の基準は世界遺産センター公表の登録基準からの翻訳、引用である）。
- (7) ひときわすぐれた自然美及び美的な重要性をもつ最高の自然現象または地域を含むもの。
- (9) 陸上、淡水、沿岸および海洋生態系と動植物群集の進化と発達において進行しつつある重要な生態学的、生物学的プロセスを示す顕著な見本であるもの。
- (10) 生物多様性の本来的保全にとって、もっとも重要かつ意義深い自然生息地を含んでいるもの。これには科学上または保全上の観点から、すぐれて普遍的価値を持つ絶滅の恐れのある種の生息地などが含まれる。